# Waunakee
Waunakee és una població dels Estats Units a l'estat de Wisconsin. Segons el cens del 2000 tenia 8.995 habitants.

## Demografia
Segons el cens del 2000, Waunakee tenia 8.995 habitants, 3.203 habitatges, i 2.379 famílies. La densitat de població era de 582,7 habitants per km².
Dels 3.203 habitatges en un 46,3% hi vivien nens de menys de 18 anys, en un 63,3% hi vivien parelles casades, en un 8,5% dones solteres, i en un 25,7% no eren unitats familiars. En el 20,2% dels habitatges hi vivien persones soles el 8,9% de les quals corresponia a persones de 65 anys o més que vivien soles. El nombre mitjà de persones vivint en cada habitatge era de 2,76 i el nombre mitjà de persones que vivien en cada família era de 3,23.
Per edats la població es repartia de la següent manera: un 32,1% tenia menys de 18 anys, un 6,3% entre 18 i 24, un 33,4% entre 25 i 44, un 18,6% de 45 a 60 i un 9,5% 65 anys o més.
L'edat mediana era de 35 anys. Per cada 100 dones de 18 o més anys hi havia 90,2 homes.
La renda mediana per habitatge era de 59.225 $ i la renda mediana per família de 67.894 $. Els homes tenien una renda mediana de 45.053 $ mentre que les dones 30.163 $. La renda per capita de la població era de 25.952 $. Aproximadament el 0,4% de les famílies i l'1,7% de la població estaven per davall del llindar de pobresa.

## Poblacions més properes
El següent diagrama mostra les poblacions més properes.